# Meurtres en nocturne
Pour plus de détails, voir Fiche technique et Distribution.
Meurtres en nocturne (Night Game) est un film américain réalisé par Peter Masterson, sorti en 1989.

## Synopsis
À Houston, un détective poursuit un serial killer qui traque des jeunes femmes à la plage quand son équipe de baseball gagne.

## Fiche technique
- Titre : Meurtres en nocturne
- Titre original : Night Game
- Réalisation : Peter Masterson
- Scénario : Spencer Eastman et Anthony Palmer
- Musique : Pino Donaggio
- Photographie : Fred Murphy
- Montage : Robert Barrere et King Wilder
- Production : George Litto
- Société de production : Epic Productions et Sarliu/Diamant
- Société de distribution : Les Films Number One (France)
- Pays de production :  États-Unis
- Genre : Policier, drame et thriller
- Durée : 95 minutes
- Dates de sortie : 
  - États-Unis : 15 septembre 1989
  - France : 25 juillet 1990

## Distribution
- Roy Scheider (VF : Roger Rudel) : Mike Seaver
- Karen Young (VF : Marie Vincent) : Roxy
- Lane Smith : Witty
- Richard Bradford : Nelson
- Paul Gleason (VF : Mario Santini) : Broussard
- Carlin Glynn : Alma
- Anthony Palmer : Mendoza
- Alex Morris : Gries
- Matt Carlson : Diddee
- Rex Linn : Floyd Epps
- Alex Garcia : Sil Baretto
- Michelle Cochran : Cindy Baretto
- Sue Dahlman : Eva Lyons
- John Martin : Nick Finley
- Tony Frank : Alex Lynch
- Teresa Dell : Shirl
- James Monroe Black : Dale
- Matthew Posey : Donnie
- Renée O'Connor : Lorraine Beasley
- Dee Hennigan : Beverly
- Kevin Cooney : Essicks
- Everett Sifuentes : Norman
- Joel Anderson : Steve
- Peter Masterson : Davy

## Accueil
Le film a reçu a note de 1,5/5 sur AllMovie.